# Convento di San Nicola di Bari
Il Convento di San Nicola di Bari era un edificio religioso di Cefalù, eretto a partire dal dicembre 1588 per volere del vescovo di Cefalù Francesco Gonzaga e aggregato alla chiesa di San Nicola.
Il convento, nel XIX secolo, venne inglobato nel Teatro Comunale S. Cicero; dell'antico convento si conservano ancora alcune tracce.